# Piscine Suzanne-Berlioux
 (octobre 2021).
Pour les articles homonymes, voir Suzanne Berlioux et Berlioux.
La piscine Suzanne-Berlioux est une piscine parisienne, située dans le Forum des Halles dans le 1er arrondissement de Paris.
Elle porte le nom de Suzanne Berlioux (1898-1984), entraîneuse et personnalité de la natation française.

## Présentation
La piscine Suzanne-Berlioux est ouverte en 1987. Elle est fermée d'octobre 2012 à avril 2013 pour d'importants travaux de rénovation du bassin. Elle appartient à la Mairie de Paris et est exploitée avec une délégation de service public.
Elle se situe au 10, place de la Rotonde (niveau -3 du Forum des Halles).
Le bassin mesure 20 m par 50 m, et a une profondeur allant de 0,80 m à 2,00 m. Il dispose de 8 couloirs de nage. Le couloir n°1 est usuellement réservé pour les cours de natation, et les couloirs n°6 à 8 sont usuellement fusionnés en une grande zone de nage libre, parfois subdivisée pour l'organisation d'activités de groupe.

## Environnement
En plus de la piscine, le complexe sportif Suzanne-Berlioux comprend également un gymnase. Depuis janvier 2016, Centr'Halles Park, un complexe dédié au parkour, est installé dans l'espace attenant à la piscine et auparavant occupé par des serres tropicales.